# Westerlund 1-26
Westerlund 1-26 (vanligen förkortat till W26) eller Westerlund 1 BKS AS, är en röd superjätte (RSG) belägen i utkanten av superstjärnhopen Westerlund 1 i norra delen av stjärnbilden Altaret. Den är en av de största kända stjärnorna och den mest ljusstarka superjätten som hittills upptäckts (2021), med en radie beräknad till att vara över tusen gånger solens radie och en luminositet på över 200 000 gånger solens luminositet. Om den placerades i mitten av solsystemet skulle dess fotosfär uppsluka Jupiters bana. 

## Observation

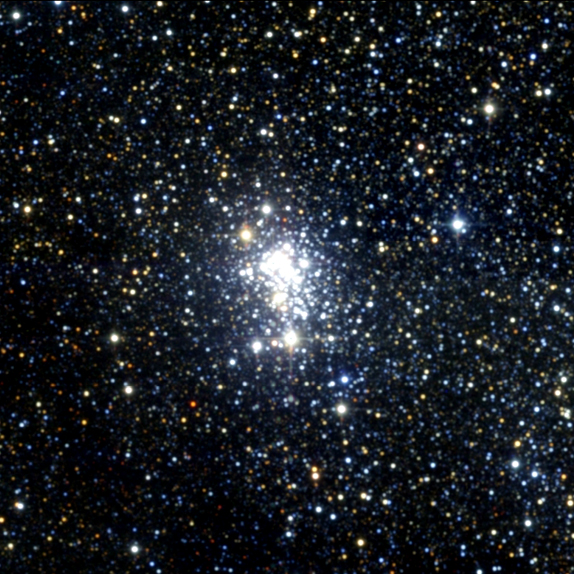
Westerlund 1 i infraröd från 2MASS

Westerlund 1 upptäcktes av Bengt Westerlund år 1961 under en infraröd kartläggning i undvikningszonen på himlen och beskrevs som "en kraftigt rödaktig stjärnhop i Altaret". Spektraltyperna för de ingående stjärnorna kunde inte bestämmas vid den tidpunkten förutom för den ljusaste stjärnan som preliminärt ansågs vara av spektraltyp M.
År 1969 genomförde Borgman, Kornneef och Slingerland en fotometrisk undersökning av stjärnhopen och tilldelade bokstäver till de stjärnor de mätte. Denna stjärna, identifierad som en stark radiokälla, fick bokstaven "A". Detta leder till beteckningen Westerlund-1 BKS A som användes av SIMBAD, även om stjärnhopen inte var känd som Westerlund 1 vid den tiden. Vid den tiden kallades den Ara A, med en annan stark radiokälla i stjärnhopen kallad Ara C. Dess ljusstyrka i radiospektrumet gör den till en av de sällsynta "radiostjärnorna". Westerlund gjorde spektroskopiska observationer av stjärnhopen, fortfarande inte känd som Westerlund 1, publicerade 1987 och numrerade stjärnorna, vilket gav numret 26 och spektraltypen M2 I. Westerlund upptäckte också en annan anmärkningsvärd röd superjätte, WOH G 64, som finns i Stora magellanska molnet i stjärnbilden Svärdfisken. 
Modern terminologi härstammar från 1998 då stjärnhopen kallades Westerlund 1 (Wd1), med en artikel som beskrev Ara A som stjärna 26 och Ara C som stjärna 9.

## Egenskaper

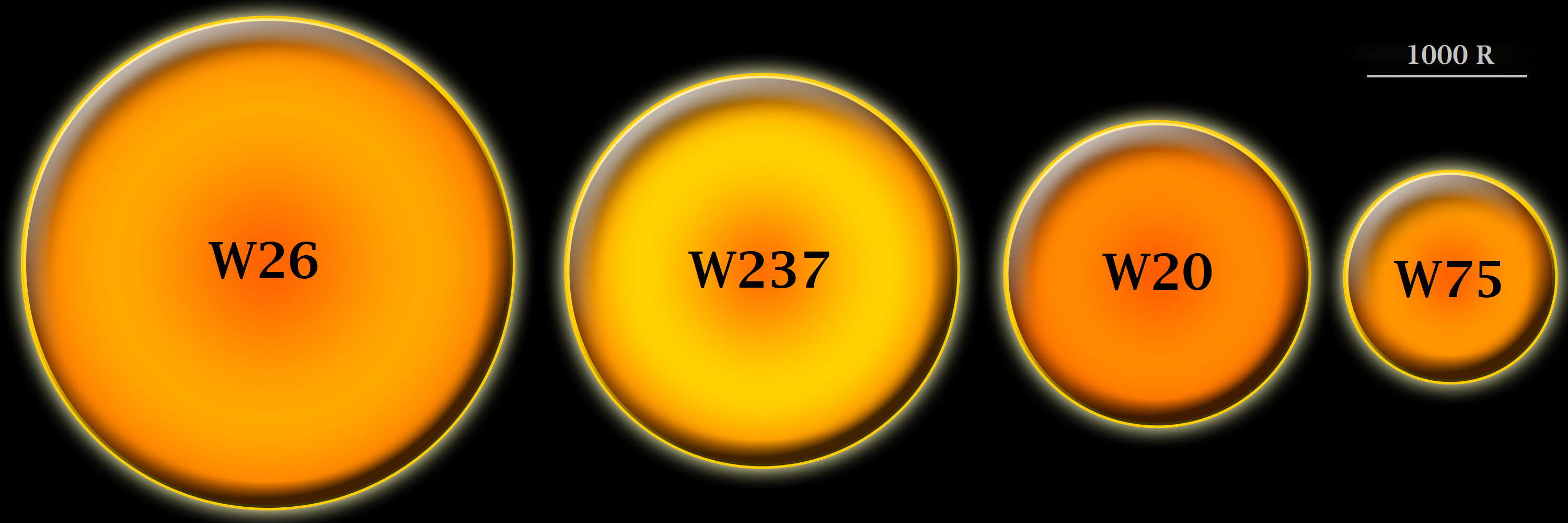
W26 jämförd med de andra 3 RSGs i stjärnhopen Westerlund 1.

W26 klassificeras som en ljusstark, kall superjätte. Den ligger det övre högra hörnet av Hertzsprung–Russell-diagrammet. Den låga temperaturen innebär att den avger en betydande del av sin energi i det infraröda spektrumet. Den uppvisar också enorm massförlust av atmosfäriskt material, vilket tyder på att den kan utvecklas ytterligare till en varmare superjätte. W26 har observerats ändra sin spektralklass (och därmed sin temperatur) under flera perioder, men den har inte observerats ändra sin luminositet.
Stjärnan är nästan skymd vid synliga våglängder av utsläckning på cirka 13 magnituder på grund av interstellärt stoft, därför har den studerats utförligt i de längre infraröda till radiovåglängderna, vilket gjorde den lättare att studera. Dess spektraltyp identifierar den som en röd stjärna med hög luminositet. Den bolometriska luminositeten för W26 har beräknats utifrån dess K-bands infraröda ljusstyrka till att vara 380 000 eller 320 000 gånger högre än solens, beroende på spektraltypen mellan M2 och M5. Dessa luminositeter innebär en radie på 1 530 eller 1 580 solradier baserat på antagna effektiva temperaturer på 3 660 eller 3 450 K för spektraltyperna M2 respektive M5. Dessa parametrar gör W26 till en av de mest lysande röda superjättarna och liknar de som uppskattats för en annan anmärkningsvärd röd superjättestjärna, VY Canis Majoris.
En tidigare beräkning av luminositeten och temperaturen genom att anpassa den spektrala energifördelningen och baserat på spektrumet med hjälp av DUSTY-modellen gav en betydligt högre luminositet nära 1 100 000 gånger solens, betydligt mer ljusstyrka än förväntat för en röd superjätte. Modellen gav också en fotosfärisk temperatur på 3 700 K, vilket enligt Stefan–Boltzmanns lag motsvarar en radie på 2 519 solradier, vilket leder till en volym som är 16 miljarder gånger större än solens.

### Omgivning
I oktober 2013 upptäckte astronomer med hjälp av Europeiska sydobservatoriets Very Large Survey Telescope (VST) att W26 är omgiven av ett glödande moln av joniserat väte. Detta är den första (1982) joniserade nebulosan som har upptäckts runt en röd superjättestjärna genom dess optiska emissionslinjer, och följer upptäckten av en joniserad nebulosa runt NML Cygni år 1982.<re Nebulosan sträcker sig 1,30 parsec ut från stjärnan. Nebulosorna i både Westerlund 1 W20 och W26 sträcker sig utåt från hopens kärna och är ljusast i inåtriktningen, vilket anger den utåtriktade vinden i hopen. En senare studie analyserade utkasten som omger några av Westerlund 1:s stjärnor; studien fastställde att massan av W26:s utkast är 403 × 10−3  solmassa, med en osäkerhet på 94 × 10−3 solmassa.